# スヴァーヴァ

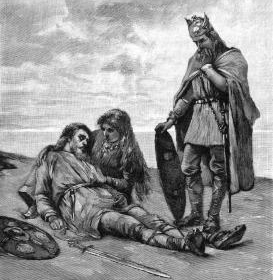
ヘルギ、スヴァーヴァ、ヘジン。 Fredrik Sanderの1893年スウェーデン版 Poetic Edda のイラスト

スヴァーヴァ（Sváfa または Sváva、スヴァとも）は北欧神話に登場する人物で、ワルキューレとされる。彼女についての記述は、ヒョルヴァルズルの息子ヘルギの歌（参考：古エッダ）にある。物語中の、エイリミ（Eylimi）王の娘であるとの記載から、竜殺しの英雄シグルズの母方の叔母にあたることになるが、この血縁関係については語られていない。

## 語源
このワルキューレの名前については、「人々を眠らせる者」または「スエビ族」を意味するとの学説がある。同じ詩の中には、シズレクのサガ（Þiðrekssaga）にも登場するスヴァーヴニル（Sváfnir、眠る人）王とスヴァーヴァランド（Sváfaland）王国も登場するが、スヴァーヴァと彼らとの間に血縁関係等は存在しない。

## ヒョルヴァルズルの息子ヘルギの歌からの要約
この節は左記記事の要約である。詳細については、ヒョルヴァルズルの息子ヘルギの歌（Helgakviða Hjörvarðssonar）を参照のこと。

### ヘルギとスヴァーヴァの出会い
ヒョルヴァルズ（Hjörvarðr）王とシグルリン（Sigrlinn）の息子である物静かな男はまだ名を与えられていなかった。ある日、物静かな男は仲間と遠乗りするスヴァーヴァに目を奪われる。この出会いの結果として、スヴァーヴァは、物静かな男にヘルギ（Helgi）という名を与え、蛇と魔法のルーンが刻まれたグレートソードのありかを教えた。

### ヘルギはスヴァーヴニルの仇を討ち、スヴァーヴァと結婚する
ヘルギは軍を率いて、かつてスヴァーヴァランド（Sváfaland）を焼いたフローズマル（Hróðmarr）王を討ち、祖父であるスヴァーヴニル（Sváfnir）王の仇討ちを果たした。戦いを経て名声を得たヘルギは、エイリミ王の元を訪れ、その娘であるスヴァーヴァとの仲を許される。愛し合った二人だったが、スヴァーヴァは父王の下に留まることになり、ヘルギは一人で戦に赴くようになった。

### ヘルギの死
ヘルギは、フローズマル王の息子アールヴ（Álfr）との決闘の最中に、致命傷を受けてしまう。死の間際、ヘルギはスヴァーヴァに兄弟のヘジン（Heðinn）と結婚するように頼んだ。ヘジンは、ヘルギの仇を討つまで戻らない決意を伝えるとともに、スヴァーヴァに口付けを願った。
ヘルギとスヴァーヴァには転生の伝がある。